# Monte Karisimbi
El monte Karisimbi, en la frontera entre Ruanda y la República Democrática del Congo, es con sus 4507 metros, el volcán más alto de los ocho principales que forman las montañas Virunga, dentro del parque nacional Virunga. Se trata de un volcán de cono compuesto. Por la datación de sus lavas se ha determinado que se trata de un volcán muy joven. En la actualidad se encuentra inactivo. Fue uno de los parajes explorados por Dian Fossey.